# Svenska mästerskapen i brottning
Svenska mästerskapen i brottning har arrangerats sedan 1896 i grekisk-romersk stil och sedan 1923 i fristil.

## Historia
Mellan 1896 och 1904 tävlades det i öppen klass i grekisk-romersk stil och även danskar var tillåtna. 1905 började det tävlas i tre viktklasser (lättvikt, lätt tungvikt och tungvikt). Efter att Svenska atletikförbundet bildats 1909 tillkom ytterligare viktklasser (fjädervikt 1909, mellanvikt 1911, bantamvikt 1919 och weltervikt 1923). 1923 anordnades det första SM i fristil.
Mellan 1990 och 1993 arrangerades de första riksmästerskapen för damer och sedan 1994 tävlar även damer i SM.

## Tävlingar
- (GR) = Grekisk-romersk stil
- (FS) = Fristil
- (WW) = Damer

- 1896 – Helsingborg
- 1897 – Göteborg
- 1898 – Stockholm
- 1899 – Göteborg
- 1900 – Stockholm
- 1901 – Göteborg
- 1902 – Jönköping
- 1903 – Göteborg
- 1904 – Örebro
- 1905 – Helsingborg
- 1906 – Norrköping
- 1907 – Karlstad
- 1908 – Eskilstuna
- 1909 – Göteborg
- 1910 – Malmö
- 1911 – Stockholm
- 1912 – Stockholm
- 1913 – Stockholm
- 1914 – Stockholm
- 1915 – Stockholm
- 1916 – Stockholm
- 1917 – Stockholm
- 1918 – Stockholm
- 1919 – Stockholm
- 1920 – Stockholm
- 1921 – Stockholm
- 1922 – Stockholm
- 1923 – Stockholm
- 1924 – Malmö (GR) / Stockholm (FS)
- 1925 – Borås (GR) / Stockholm (FS)
- 1926 – Stockholm
- 1927 – Stockholm
- 1928 – Stockholm
- 1929 – Stockholm (GR) / Malmö (FS)
- 1930 – Stockholm
- 1931 – Stockholm
- 1932 – Stockholm
- 1933 – Stockholm
- 1934 – Stockholm
- 1935 – Stockholm
- 1936 – Stockholm
- 1937 – Stockholm
- 1938 – Stockholm/Eskilstuna (GR) / Stockholm (FS)
- 1939 – Malmö/Sundsvall/Borås (GR) / Stockholm (FS)
- 1940 – Stockholm
- 1941 – Stockholm
- 1942 – Eskilstuna/Malmö (GR) / Stockholm (FS)
- 1943 – Stockholm
- 1944 – Stockholm
- 1945 – Stockholm
- 1946 – Stockholm
- 1947 – Stockholm
- 1948 – Stockholm
- 1949 – Stockholm
- 1950 – Jönköping/Eskilstuna (GR) / Västervik/Borås (FS)
- 1951 – Stockholm (GR) / Växjö/Trollhättan (FS)
- 1952 – Stockholm (GR) / Uddevalla/Sundsvall (FS)
- 1953 – Malmö/Eskilstuna (GR) / Västerås/Jönköping (FS)
- 1954 – Kiruna/Malmö (GR) / Stockholm (FS)
- 1955 – Stockholm (GR) / Eskilstuna (FS)
- 1956 – Stockholm (GR) / Västerås/Trollhättan (FS)
- 1957 – Stockholm (GR) / Växjö (FS)
- 1958 – Stockholm (GR) / Eslöv (FS)
- 1959 – Stockholm (GR) / Göteborg (FS)
- 1960 – Stockholm (GR) / Värnamo (FS)
- 1961 – Stockholm (GR) / Arboga (FS)
- 1962 – Lycksele (GR) / Norrköping (FS)
- 1963 – Stockholm (GR) / Värnamo (FS)
- 1964 – Hässleholm (GR) / Uddevalla (FS)
- 1965 – Sala (GR) / Skärblacka (FS)
- 1966 – Nybro (GR) / Jönköping (FS)
- 1967 – Halmstad (GR) / Nybro (FS)
- 1968 – Sundsvall (GR) / Lidköping (FS)
- 1969 – Uppsala (GR) / Stockholm (FS)
- 1970 – Kiruna (GR) / Trollhättan (FS)
- 1971 – Göteborg (GR) / Lidköping (FS)
- 1972 – Västerås (GR) / Eskilstuna (FS)
- 1973 – Helsingborg (GR) / Lilla Edet (FS)
- 1974 – Nybro (GR) / Trollhättan (FS)
- 1975 – Stockholm (GR) / Växjö (FS)
- 1976 – Trelleborg (GR) / Uddevalla (FS)
- 1977 – Haparanda (GR) / Stockholm (FS)
- 1978 – Trollhättan (GR) / Kolsva (FS)
- 1979 – Malmö (GR) / Värnamo (FS)
- 1980 – Söderhamn (GR) / Borås (FS)
- 1981 – Lidköping (GR) / Västerås (FS)
- 1982 – Eskilstuna (GR) / Jönköping (FS)
- 1983 – Klippan (GR) / Kumla (FS)
- 1984 – Varberg (GR) / Norrköping (FS)
- 1985 – Stockholm (GR) / Arboga (FS)
- 1986 – Kungsbacka (GR) / Fagersta (FS)
- 1987 – Göteborg
- 1988 – Haparanda (GR) / Kolsva (FS)
- 1989 – Lidköping (GR) / Värnamo (FS)
- 1990 – Örebro (GR) / Viskafors (FS) / Husum (WW)
- 1991 – Hässleholm (GR) / Fagersta (FS) / Klippan (WW)
- 1992 – Eskilstuna (GR) / Viskafors (FS) / Trelleborg (WW)
- 1993 – Göteborg (GR) / Hägersten (FS) / Göteborg (WW)
- 1994 – Värnamo (GR) / Partille (FS) / Staffanstorp (WW)
- 1995 – Landskrona (GR) / Partille (FS) / Rosvik (WW)
- 1996 – Gävle (GR) / Trollhättan (FS) / Hallsberg (WW)
- 1997 – Kalmar (GR) / Göteborg (FS) / Östervåla (WW)
- 1998 – Boden (GR) / Stockholm (FS) / Lomma (WW)
- 1999 – Malmö (GR) / Värnamo (FS) / Sandviken (WW)
- 2000 – Kiruna (GR) / Arboga (FS) / Göteborg (WW)
- 2001 – Lidköping (GR) / Borlänge (FS) / Skövde (WW)
- 2002 – Viskafors (GR, WW) / Skara (FS)
- 2003 – Norrköping (GR, WW) / Oskarshamn (FS)
- 2004 – Sandviken (GR, WW) / Östervåla (FS)
- 2005 – Stockholm (GR, WW) / Arboga (FS)
- 2006 – Lidköping (GR, WW) / Västerås (FS)
- 2007 – Göteborg (GR, WW) / Mora (FS)
- 2008 – Vinslöv (GR, WW) / Klippan (FS)
- 2009 – Stockholm (GR, WW) / Örnsköldsvik (FS)
- 2010 – Eslöv (GR, WW) / Vellinge (FS)
- 2011 – Arboga (GR, WW) / Kumla (FS)
- 2012 – Stockholm (GR, WW) / Väsby (FS)
- 2013 – Kiruna (GR, WW) / Trollhättan (FS)
- 2014 – Vinslöv (GR, WW) / Borås (FS)
- 2015 – Malmö (GR, WW) / Sundsvall (FS)
- 2016 – Falkenberg (GR, WW) / Norrköping (FS)
- 2017 – Söderhamn (GR, WW) / Borås (FS)
- 2018 – Stockholm (GR, WW) / Örnsköldsvik (FS)
- 2019 – Sundsvall (GR, WW) / Arboga (FS)
- 2020 – Limhamn (GR, WW) / inställt på grund av covid-19-pandemin (FS)
- 2021 – Västerås
- 2022 – Varberg
- 2023 – Skövde
- 2024 – Luleå
- 2025 – Borås